# Oectropsis latifrons
Oectropsis latifrons är en skalbaggsart som beskrevs av Blanchard 1851. Oectropsis latifrons ingår i släktet Oectropsis och familjen långhorningar. Inga underarter finns listade i Catalogue of Life.